# Лупа (приток Ирпеня)
Лупа (укр. Лупа) — река в Киевской области Украины, левый приток реки Ирпень.
Протяжённость более 15 км. Истоки река Лупа берёт в урочище Копки, севернее деревни Ветровка. Основное питание реки дождевое и за счёт поверхностных вод. Протекает через сёла Лубское, Пашковка, Горобиевка, посёлок городского типа Бышев и впадает в реку Ирпень. На всём протяжении образует семь ставков.
В реке водятся карась, плотва, лещ.